# Rechtbank van eerste aanleg
De rechtbank van eerste aanleg is in België de rechtbank met (voorwaardelijke) volheid van bevoegdheid. Ze is bevoegd als de wet niet specifiek een ander rechtscollege bevoegd heeft gemaakt.

## Bevoegdheden
De rechtbank van eerste aanleg is ingericht voor alle burgerlijke geschillen en strafzaken, die niet tot de bevoegdheid van een andere rechtbank behoren. Zij heeft volheid van bevoegdheid, met andere woorden zij is bevoegd voor alle geschillen die niet uitdrukkelijk door de wet aan een andere rechtbank zijn toegekend. Niet de (eerste) bevoegde rechtbank voor handelsbetwistingen, betwistingen in vennootschappen en arbeidsrechtelijke geschillen. Kleine betwistingen komen voor de vrederechter, overtredingen worden gestraft door de politierechtbank.
De rechtbank van eerste aanleg bestaat uit drie secties (burgerlijke sectie, correctionele sectie en familie- en jeugdsectie) die verschillende kamers omvatten:
- burgerlijke rechtbank: burgerlijke betwistingen boven een zeker bedrag (€ 2500 vanaf het jaar 2014, daarvoor € 1860);
  - als het over een beslagprocedure gaat, wordt die behandeld door de beslagrechter
- correctionele rechtbank: bestraffing van wanbedrijven en gecorrectionaliseerde misdaden;
- familierechtbank (sinds 1 september 2014): bijna alle familiale onderwerpen waarvoor de vrederechter, de jeugdrechter of de voorzitter van de rechtbank van eerste aanleg bevoegd waren.
- jeugdrechtbank: zaken van jeugdrecht (de zogenaamde jeugdrechtbank);
- fiscale kamer: betwistingen over belastingen;
- raadkamer: is een onderzoeksgerecht (velt in principe geen vonnissen ten gronde); zie ook de onderzoeksrechter

## Uitspraken in hoger beroep
In tegenstelling tot wat uit de benaming afgeleid zou kunnen worden, is de rechtbank van eerste aanleg (correctionele kamer) ook bevoegd om de hogere beroepen tegen vonnissen van de politierechtbank in strafzaken te behandelen. Zij wordt dan de (correctionele) rechtbank van eerste aanleg, zetelend in laatste aanleg genoemd. Daarnaast is de rechtbank van eerste aanleg (burgerlijke kamer) ook bevoegd om de hogere beroepen tegen bepaalde vonnissen van de politierechtbank in burgerlijke zaken en tegen bepaalde vonnissen van de vrederechter te behandelen.

## Organisatie
Elk van de twaalf gerechtelijke arrondissementen heeft een rechtbank van eerste aanleg. Het arrondissement Brussel heeft twee rechtbanken, 1 voor zaken in het Nederlands en de tweede voor zaken in het Frans. De rechtbanken van eerste aanleg bestaan uit verschillende afdelingen. Zo bestaat de rechtbank van eerste aanleg Oost-Vlaanderen bijvoorbeeld uit de afdelingen Gent, Dendermonde en Oudenaarde. De rechtbank wordt geleid door een magistraat die voorzitter genoemd wordt. Aan het hoofd van elke afdeling staat een afdelingsvoorzitter.
| Zetel       | Gerechtelijk arrondissement | Afdelingen                       |
| ----------- | --------------------------- | -------------------------------- |
| Brugge      | West-Vlaanderen             | Ieper, Kortrijk en Veurne        |
| Gent        | Oost-Vlaanderen             | Dendermonde en Oudenaarde        |
| Antwerpen   | Antwerpen                   | Mechelen en Turnhout             |
| Hasselt     | Limburg                     | Tongeren-Borgloon                |
| Brussel (2) | Brussel                     |                                  |
| Leuven      | Leuven                      |                                  |
| Nijvel      | Waals-Brabant               |                                  |
| Bergen      | Henegouwen                  | Charleroi en Doornik             |
| Luik        | Luik                        | Hoei en Verviers                 |
| Namen       | Namen                       | Dinant                           |
| Eupen       | Eupen                       |                                  |
| Aarlen      | Luxemburg                   | Marche-en-Famenne en Neufchâteau |